# Cateran Trail

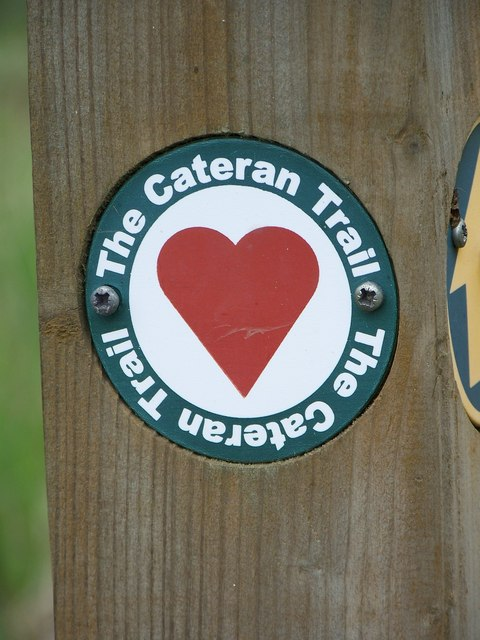

De Cateran Trail is een langeafstandswandelpad (Great Trail) in Schotland. Het pad is 103 kilometer lang en loopt in een lus vanaf Blairgowrie.